# Фьессе
Фьессе (итал. Fiesse) — коммуна в Италии, располагается в провинции Брешиа области Ломбардия.
Население составляет 1930 человек, плотность населения составляет 121 чел./км². Занимает площадь 16 км². Почтовый индекс — 25020. Телефонный код — 030.
Покровителем коммуны почитается священномученик Лаврентий, празднование 10 августа.